# أوداته (أكيتا)
أوداته مدينة تقع ضمن محافظة أكيتا في اليابان، تأسست في 4/1/1951، بلغ عدد تعداد سكانها في 1 يناير – 2008 حوالي 80587 مساحتها الإجمالية حوالي 913.7 كم2 لتصبح كثافة سكانها 88.2 نسمة لكل كيلو متر مربع.

## المناخ
يظهر الجدول التالي التغييرات المناخية على مدار السنة لأوداته:
| البيانات المناخية لـأوداته             | البيانات المناخية لـأوداته | البيانات المناخية لـأوداته | البيانات المناخية لـأوداته | البيانات المناخية لـأوداته | البيانات المناخية لـأوداته | البيانات المناخية لـأوداته | البيانات المناخية لـأوداته | البيانات المناخية لـأوداته | البيانات المناخية لـأوداته | البيانات المناخية لـأوداته | البيانات المناخية لـأوداته | البيانات المناخية لـأوداته | البيانات المناخية لـأوداته |
| الشهر                                  | يناير                      | فبراير                     | مارس                       | أبريل                      | مايو                       | يونيو                      | يوليو                      | أغسطس                      | سبتمبر                     | أكتوبر                     | نوفمبر                     | ديسمبر                     | المعدل السنوي              |
| -------------------------------------- | -------------------------- | -------------------------- | -------------------------- | -------------------------- | -------------------------- | -------------------------- | -------------------------- | -------------------------- | -------------------------- | -------------------------- | -------------------------- | -------------------------- | -------------------------- |
| الدرجة القصوى °م (°ف)                  | 10.8 (51.4)                | 17.6 (63.7)                | 20.1 (68.2)                | 30.4 (86.7)                | 32.1 (89.8)                | 35.1 (95.2)                | 37.5 (99.5)                | 38.3 (100.9)               | 35.7 (96.3)                | 27.4 (81.3)                | 22.4 (72.3)                | 16.2 (61.2)                | 38.3 (100.9)               |
| متوسط درجة الحرارة الكبرى °م (°ف)      | 1.3 (34.3)                 | 2.5 (36.5)                 | 6.5 (43.7)                 | 14.6 (58.3)                | 20.0 (68.0)                | 24.2 (75.6)                | 26.9 (80.4)                | 28.8 (83.8)                | 24.1 (75.4)                | 17.8 (64.0)                | 10.5 (50.9)                | 4.1 (39.4)                 | 15.1 (59.2)                |
| المتوسط اليومي °م (°ف)                 | −2.4 (27.7)                | −1.7 (28.9)                | 1.6 (34.9)                 | 8.2 (46.8)                 | 13.8 (56.8)                | 18.4 (65.1)                | 21.9 (71.4)                | 23.4 (74.1)                | 18.4 (65.1)                | 11.5 (52.7)                | 5.3 (41.5)                 | 0.3 (32.5)                 | 9.9 (49.8)                 |
| متوسط درجة الحرارة الصغرى °م (°ف)      | −6.3 (20.7)                | −6.0 (21.2)                | −3.0 (26.6)                | 2.2 (36.0)                 | 8.2 (46.8)                 | 13.5 (56.3)                | 17.9 (64.2)                | 19.1 (66.4)                | 13.8 (56.8)                | 6.4 (43.5)                 | 0.9 (33.6)                 | −3.1 (26.4)                | 5.3 (41.5)                 |
| أدنى درجة حرارة °م (°ف)                | −19.0 (−2.2)               | −17.2 (1.0)                | −14.5 (5.9)                | −8.5 (16.7)                | −2.1 (28.2)                | 4.6 (40.3)                 | 9.4 (48.9)                 | 9.9 (49.8)                 | 2.7 (36.9)                 | −2.0 (28.4)                | −8.0 (17.6)                | −15.8 (3.6)                | −18.0 (−0.4)               |
| الهطول مم (إنش)                        | 101.1 (3.98)               | 79.8 (3.14)                | 98.0 (3.86)                | 108.0 (4.25)               | 126.7 (4.99)               | 108.9 (4.29)               | 215.4 (8.48)               | 194.4 (7.65)               | 160.1 (6.30)               | 141.9 (5.59)               | 151.8 (5.98)               | 126.9 (5.00)               | 1٬613 (63.51)              |
| متوسط أيام هطول الأمطار (≥ 1.0 mm)     | 20.0                       | 17.3                       | 15.7                       | 12.1                       | 12.1                       | 10.8                       | 13.9                       | 11.6                       | 12.8                       | 14.4                       | 17.8                       | 19.8                       | 178.3                      |
| ساعات سطوع الشمس الشهرية               | 59.1                       | 85.5                       | 124.2                      | 153.9                      | 174.0                      | 164.9                      | 144.0                      | 167.1                      | 133.7                      | 124.6                      | 81.1                       | 56.1                       | 1٬468٫2                    |
| المصدر: وكالة الأرصاد الجوية اليابانية |                            |                            |                            |                            |                            |                            |                            |                            |                            |                            |                            |                            |                            |

## توأمة
لأوداته (أكيتا) اتفاقيات توأمة مع:
- هيتاتشي-أوميا (21 أكتوبر 2015 - )

## أعلام
- ديك توغو
- هيروشي إيشيكاوا
- كيزو يامادا
- ماساهيكو ناجاساوا
- بن أوهارا